# 郭敬賢
郭敬賢（1520年—？），字希堯，號桂溪，廣東潮州府海陽縣人，民籍，明朝政治人物。

## 生平
嘉靖二十五年（1546年）丙午科廣東鄉試第三名舉人，三十二年（1553年）中式癸丑科會試第一百四十三名，二甲第二十四名進士。改翰林院庶吉士，三十四年（1555年）十月授工科給事中，三十六年（1557年）正月升兵科左給事中，九月升禮科都給事中。

## 家族
曾祖郭仲；祖父郭明哲；父郭松，母黃氏。嚴侍下。弟郭敬宗。